# Ceteris paribus
A ceteris paribus elv (latin; nagyjából: „a többi változatlanul hagyásával”) lényege, hogy a komplex, egymással kölcsönhatásban álló viszonyok elemzése során csak egyetlen tényező megváltoztatásával elemezzük a jelenségeket. Tehát a vizsgált tényezőn kívül valamennyi hatótényezőt változatlanul hagyunk, így vizsgáljuk a jelenséget, majd lassan szélesítjük az elemzés területét, megengedve más tényezők hatását is.
Ezt a kifejezést a magyar közgazdasági szaknyelv használja, a köznyelvi szóhasználatban ritkán fordul elő.